# Les Angles-sur-Corrèze
Les Angles-sur-Corrèze is een gemeente in het Franse departement Corrèze (regio Nouvelle-Aquitaine) en telt 104 inwoners (2009). De plaats maakt deel uit van het arrondissement Tulle.

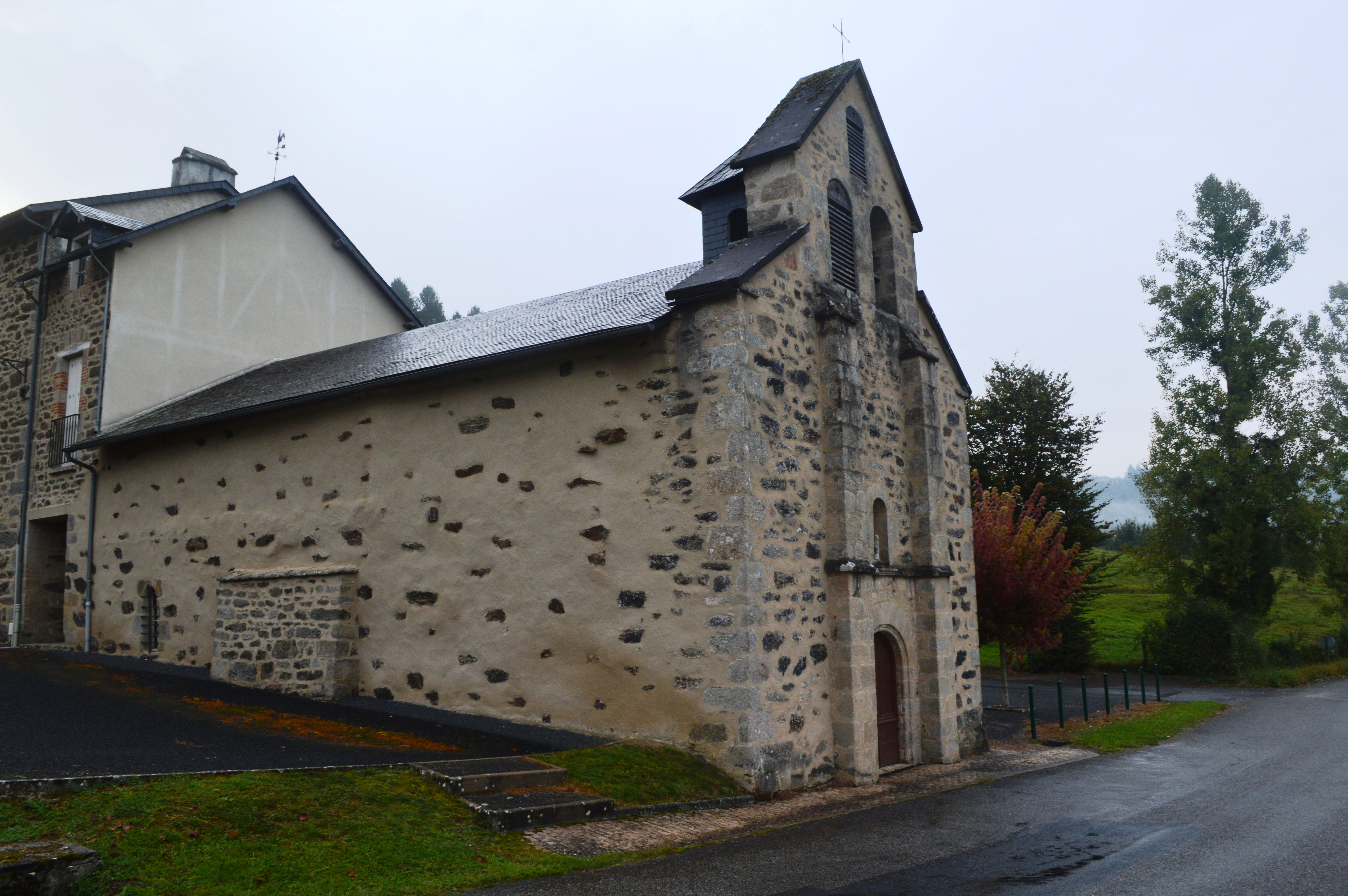
Kerk van Les Angles-sur-Corrèze
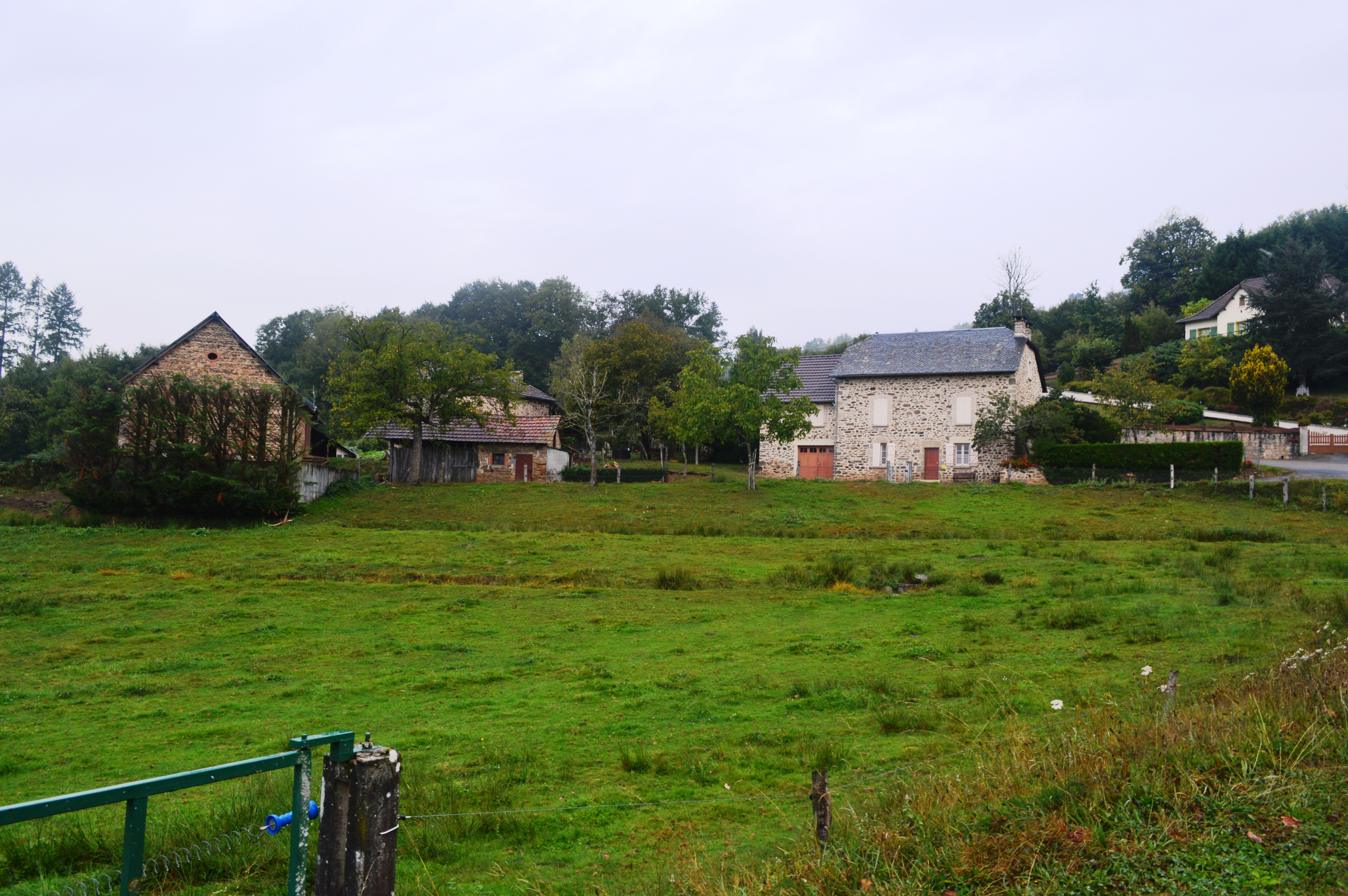
Omgeving

## Geografie
De oppervlakte van Les Angles-sur-Corrèze bedraagt 4,8 km², de bevolkingsdichtheid is dus 21,7 inwoners per km².
De onderstaande kaart toont de ligging van Les Angles-sur-Corrèze met de belangrijkste infrastructuur en aangrenzende gemeenten.

## Demografie
Onderstaande figuur toont het verloop van het inwonertal (bron: INSEE-tellingen).